# Svalbardsko globalno skladište sjemena
Svalbardsko globalno skladište sjemena (engl Svalbard Global Seed Vault) je projekt Svjetske zaklade za raznolikost usjeva (engl. Global Crop Diversity Trust, GCDT) za dugotrajno skladištenje sjemenja kulturnih biljaka na otoku Svalbardu. Svrha je zaštitu vrsta, sorti raznolikosti biljaka za ratarstvo.
Nalazi se na Platåberget (hrv. visoravan-planine) u blizini sela Longyearbyen na norveškim otoku Svalbard. 
Službeni norveški naziv je globalt sikkerhetshvelv za fro på Svalbard ("globalni trezor sjemenja na otoku Spitsbergen").

## Povijest
Dana 19. lipnja 2006. počela je gradnja a u jesen 2007. puštena je u funkciju. Svečano otvaranje bio na 26. veljače 2008. u prisutnosti međunarodnih predstavnika. Do 4,5 milijuna uzoraka sjemena (jedan uzorak sadrži 500 sjemena, odgovara za 2,25 milijarde sjemena) trebalo bi biti pohranjeno u bunkeru, koji se prati bez osoblja na licu mjesta.

## Vanjske poveznice
- Svalbard Global Seed Vault
- GCDT – Croptust  Arhivirana inačica izvorne stranice od 16. travnja 2012. (Wayback Machine)
- Interaktivna vizualizacija